# Pallavolo Sirio Perugia 2004-2005
Questa voce raccoglie le informazioni riguardanti la Pallavolo Sirio Perugia nelle competizioni ufficiali della stagione 2004-2005.

## Stagione
La stagione 2004-05 è per la Pallavolo Sirio Perugia, sponsorizzata dalla Despar, è la quindicesima, la nona consecutiva, in Serie A1; come allenatore viene confermato Massimo Barbolini, mentre la rosa, leggermente sfoltita, cambia alcune pedine, soprattutto al palleggio, con l'arrivo di Hélia de Souza e Katarzyna Gujska al posto di Irina Kirillova, Marina Katić e Katia Monteiro ed al centro, con Walewska de Oliveira, Dragana Marinković e Lucia Crisanti, quest'ultima proveniente al Club Italia; tra le altre partenze quelle di Paola Croce, Nancy Meendering e Karina Ocasio.
La stagione si apre con la Supercoppa italiana: superata in semifinale l'Asystel Volley per 3-1, la squadra umbra perde il trofeo a causa della sconfitta in finale per 3-0 contro il Volley Bergamo.
Il girone di andata del campionato è un monologo di vittorie, interrotte da una sola sconfitta alla settima giornata, per 3-1, ad opera del Volley Bergamo: la prima parte del torneo vede la società perugina mantenere stabilmente il secondo posto in classifica. Anche il girone di ritorno segue lo stesso andamento del precedente, con una sola sconfitta, questa volta contro l'Asystel Volley: il termine della regular season vede confermare il secondo posto in classifica e l'accesso ai play-off scudetto. Nei quarti di finale supera il Volley 2002 Forlì in quattro gara, subendo una sconfitta in gara 3; nelle semifinali la sfida è contro il Giannino Pieralisi Volley, ma riesce a vincere la serie in appena tre partite ed accedere quindi alla serie finale dove incontra il Volley Bergamo: dopo aver vinto gara 1 al tie-break e gara 2 per 3-1, subisce una sconfitta in gara 3, ma il successo in gara 4 per 3-1 consegna alla Pallavolo Sirio Perugia il secondo titolo di campione d'Italia, dopo quello conquistato nella stagione 2002-03.
Tutte le squadre partecipanti alla Serie A1 2004-05 sono qualificate di diritto alla Coppa Italia; nella fase a gironi la squadra chiude il proprio raggruppamento al secondo posto, riuscendo a qualificarsi per la fase ad eliminazione diretta: negli ottavi di finale perde la gara di andata contro il Vicenza Volley ma vincendo quella di ritorno, viene disputato il Golden set a causa dello quoziente set, che vede vittoriosa la formazione umbra. La qualificazione alla Final Four di Olbia avviene dopo il successo sul Giannino Pieralisi Volley, sia nella gara di andata che in quella di ritorno: in semifinale supera per 3-0 l'Asystel Volley, mentre in finale, grazie alla vittoria al tie-break sul Volley Bergamo, si aggiudica il trofeo per la quarta volta.
Il quarto posto nella regular season ed i quarti di finale raggiunti nei play-off scudetto del campionato 2003-04, consentono alla Pallavolo Sirio Perugia di partecipare alla Coppa CEV: la società debutta nel torneo direttamente dagli ottavi di finale, dove supera per 3-0 sia nella gara di andata sia in quella di ritorno il Volejbol'nyj Klub Kruh, mentre nei quarti di finale ha la meglio sul Pilskie Towarzystwo Piłki Siatkowej di Piła qualificandosi per la Final Four, organizzata in casa. In semifinale lo scontro è contro l'altra squadra italiana, ossia il Giannino Pieralisi Jesi, che viene sconfitta per 3-0: con lo stesso risultato, in finale, il club di Perugia batte anche il Balakovskaja AĖS, aggiudicandosi per la prima volta il trofeo.

## Organigramma societario
Area direttiva
- Presidente: Alfonso Orabona

Area tecnica
- Allenatore: Massimo Barbolini
- Allenatore in seconda: Emanuele Sbano
- Scout man: Giovanni Simoncini

Area sanitaria
- Medico: Michela Lorenzini
- Preparatore atletico: Ezio Bramard
- Fisioterapista: Mauro Proietti

## Rosa
| N° | Nome                 | Ruolo | Data di nascita   | Nazionalità sportiva |
| -- | -------------------- | ----- | ----------------- | -------------------- |
| 1  | Walewska de Oliveira | C     | 1º ottobre 1979   | Brasile              |
| 2  | Chiara Sacco         | S     | 6 febbraio 1988   | Italia               |
| 3  | Dorota Świeniewicz   | S     | 27 luglio 1972    | Polonia              |
| 4  | Lucia Crisanti       | C     | 16 marzo 1986     | Italia               |
| 5  | Dragana Marinković   | C     | 19 ottobre 1982   | Croazia              |
| 6  | Chiara Di Iulio      | S     | 5 maggio 1985     | Italia               |
| 7  | Hélia de Souza       | P     | 10 marzo 1970     | Brasile              |
| 9  | Chiara Arcangeli     | L     | 14 febbraio 1983  | Italia               |
| 10 | Katarzyna Gujska     | P     | 15 febbraio 1975  | Polonia              |
| 12 | Taismary Agüero      | S/O   | 5 marzo 1977      | Cuba                 |
| 13 | Mirka Francia        | S     | 14 febbraio 1975  | Cuba                 |
| 17 | Simona Gioli         | C     | 17 settembre 1977 | Italia               |

## Mercato
| Acquisti | Acquisti             | Acquisti    | Acquisti   |
| R.       | Nome                 | da          | Modalità   |
| -------- | -------------------- | ----------- | ---------- |
| C        | Lucia Crisanti       | Club Italia | definitivo |
| C        | Walewska de Oliveira | São Caetano | definitivo |
| P        | Hélia de Souza       | Paraná      | definitivo |
| P        | Katarzyna Gujska     | Bergamo     | definitivo |
| C        | Dragana Marinković   | Sassuolo    | definitivo |
| S        | Chiara Sacco         | ?           | definitivo |

| Cessioni | Cessioni         | Cessioni           | Cessioni   |
| R.       | Nome             | a                  | Modalità   |
| -------- | ---------------- | ------------------ | ---------- |
| C        | Catia Ceppitelli | Il Giglio          | definitivo |
| L        | Paola Croce      | Bergamo            | definitivo |
| S        | Simona Fogalesi  | Spes Matera        | definitivo |
| P        | Marina Katić     | Villebon           | definitivo |
| P        | Irina Kirillova  | -                  | ritirata   |
| C        | Valeria Marletta | Chieri             | definitivo |
| S/O      | Nancy Meendering | Indias de Mayagüez | definitivo |
| P        | Katia Monteiro   | ?                  | definitivo |
| S        | Karina Ocasio    | Cavazzale          | definitivo |

## Risultati

### Serie A1

#### Girone di andata
| 1ª giornata - 10 ottobre 2004 PalaEvangelisti, Perugia            | Sirio Perugia     | 3 - 1 | Forlì              | 25-23, 25-15, 23-25, 27-25        |
| 2ª giornata - 17 ottobre 2004 PalaPanini, Modena                  | Modena            | 0 - 3 | Sirio Perugia      | 22-25, 23-25, 22-25               |
| 3ª giornata - 23 ottobre 2004 PalaEvangelisti, Perugia            | Sirio Perugia     | 3 - 1 | Vicenza            | 25-17, 25-21, 23-25, 25-17        |
| 4ª giornata - 31 ottobre 2004 PalaEvangelisti, Perugia            | Sirio Perugia     | 3 - 0 | Chieri             | 25-17, 25-19, 25-22               |
| 5ª giornata - 7 novembre 2004 PalaCooper, Santeramo in Colle      | Santeramo         | 0 - 3 | Sirio Perugia      | 18-25, 20-25, 19-25               |
| 6ª giornata - 13 novembre 2004 PalaEvangelisti, Perugia           | Sirio Perugia     | 3 - 1 | Giannino Pieralisi | 25-20, 26-28, 25-16, 25-18        |
| 7ª giornata - 20 novembre 2004 PalaNorda, Bergamo                 | Bergamo           | 3 - 1 | Sirio Perugia      | 18-25, 25-23, 25-21, 25-20        |
| 8ª giornata - 4 dicembre 2004 PalaDionigi, Sant'Angelo in Lizzola | Robursport Pesaro | 1 - 3 | Sirio Perugia      | 13-25, 24-26, 25-22, 26-28        |
| 9ª giornata - 11 dicembre 2004 PalaEvangelisti, Perugia           | Sirio Perugia     | 3 - 2 | Asystel            | 22-25, 26-28, 25-16, 25-14, 15-12 |
| 10ª giornata - 18 dicembre 2004 PalaBigi, Reggio nell'Emilia      | Reggio Emilia     | 0 - 3 | Sirio Perugia      | 13-25, 12-25, 22-25               |
| 11ª giornata - 22 dicembre 2004 PalaEvangelisti, Perugia          | Sirio Perugia     | 3 - 0 | Airone             | 25-18, 25-14, 25-18               |

#### Girone di ritorno
| 12ª giornata - 9 gennaio 2005 PalaFiera, Forlì                     | Forlì              | 0 - 3 | Sirio Perugia     | 15-25, 24-26, 23-25               |
| 13ª giornata - 15 gennaio 2005 PalaEvangelisti, Perugia            | Sirio Perugia      | 3 - 0 | Modena            | 25-14, 25-14, 25-10               |
| 14ª giornata - 23 gennaio 2005 Palasport Città di Vicenza, Vicenza | Vicenza            | 1 - 3 | Sirio Perugia     | 23-25, 21-25, 25-22, 22-25        |
| 15ª giornata - 30 gennaio 2005 PalaMaddalene, Chieri               | Chieri             | 2 - 3 | Sirio Perugia     | 25-21, 20-25, 25-14, 20-25, 13-15 |
| 16ª giornata - 13 febbraio 2005 PalaEvangelisti, Perugia           | Sirio Perugia      | 3 - 0 | Santeramo         | 25-17, 25-17, 25-17               |
| 17ª giornata - 19 febbraio 2005 PalaTriccoli, Jesi                 | Giannino Pieralisi | 2 - 3 | Sirio Perugia     | 25-19, 19-25, 25-18, 20-25, 13-15 |
| 18ª giornata - 27 febbraio 2005 PalaEvangelisti, Perugia           | Sirio Perugia      | 3 - 0 | Bergamo           | 25-13, 25-19, 25-20               |
| 19ª giornata - 2 marzo 2005 PalaEvangelisti, Perugia               | Sirio Perugia      | 3 - 2 | Robursport Pesaro | 18-25, 25-19, 25-14, 18-25, 21-19 |
| 20ª giornata - 13 marzo 2005 PalaDalLago, Novara                   | Asystel            | 3 - 1 | Sirio Perugia     | 25-27, 25-23, 25-22, 25-23        |
| 21ª giornata - 20 marzo 2005 PalaEvangelisti, Perugia              | Sirio Perugia      | 3 - 0 | Reggio Emilia     | 25-19, 25-19, 25-20               |
| 22ª giornata - 23 marzo 2005 Palazzetto dello Sport, Bari Sardo    | Airone             | 1 - 3 | Sirio Perugia     | 20-25, 26-24, 19-25, 25-27        |

#### Play-off scudetto
| Quarti di finale (gara 1) - 26 marzo 2005 PalaFiera, Forlì          | Forlì              | 2 - 3 | Sirio Perugia      | 32-34, 16-25, 25-20, 25-23, 11-15 |
| Quarti di finale (gara 2) - 30 marzo 2005 PalaEvangelisti, Perugia  | Sirio Perugia      | 3 - 1 | Forlì              | 21-25, 25-21, 25-19, 25-21        |
| Quarti di finale (gara 3) - 1º aprile 2005 PalaEvangelisti, Perugia | Sirio Perugia      | 1 - 3 | Forlì              | 22-25, 23-25, 25-10, 23-25        |
| Quarti di finale (gara 4) - 10 aprile 2005 PalaFiera, Forlì         | Forlì              | 0 - 3 | Sirio Perugia      | 20-25, 16-25, 24-26               |
| Semifinali (gara 1) - 16 aprile 2005 PalaTriccoli, Jesi             | Giannino Pieralisi | 1 - 3 | Sirio Perugia      | 25-22 31-33 27-29 21-25           |
| Semifinali (gara 2) - 20 aprile 2005 PalaEvangelisti, Perugia       | Sirio Perugia      | 3 - 1 | Giannino Pieralisi | 25-16 26-24 25-27 27-25           |
| Semifinali (gara 3) - 23 aprile 2005 PalaEvangelisti, Perugia       | Sirio Perugia      | 3 - 2 | Giannino Pieralisi | 26-24 21-25 27-29 27-25 15-11     |
| Finale (gara 1) - 30 aprile 2005 PalaEvangelisti, Perugia           | Sirio Perugia      | 3 - 2 | Bergamo            | 25-22, 23-25, 25-19, 20-25, 16-14 |
| Finale (gara 2) - 4 maggio 2005 PalaNorda, Bergamo                  | Bergamo            | 1 - 3 | Sirio Perugia      | 20-25, 22-25, 28-26, 13-25        |
| Finale (gara 3) - 8 maggio 2005 PalaNorda, Bergamo                  | Bergamo            | 3 - 2 | Sirio Perugia      | 25-22, 14-25, 22-25, 25-17, 15-9  |
| Finale (gara 4) - 10 maggio 2005 PalaEvangelisti, Perugia           | Sirio Perugia      | 3 - 1 | Bergamo            | 26-24, 23-25, 25-15, 25-17        |

### Coppa Italia

#### Fase a gironi
| 2ª giornata - 6 ottobre 2004 PalaEvangelisti, Perugia             | Sirio Perugia     | 3 - 1 | Reggio Emilia     | 25-21, 22-25, 25-19, 25-20        |
| 3ª giornata - 13 ottobre 2004 PalaDionigi, Sant'Angelo in Lizzola | Robursport Pesaro | 2 - 3 | Sirio Perugia     | 25-17, 22-25, 21-25, 25-21, 10-15 |
| 5ª giornata - 27 ottobre 2004 PalaBigi, Reggio nell'Emilia        | Reggio Emilia     | 1 - 3 | Sirio Perugia     | 25-18, 23-25, 16-25, 12-25        |
| 6ª giornata - 3 novembre 2004 PalaEvangelisti, Perugia            | Sirio Perugia     | 0 - 3 | Robursport Pesaro | 14-25, 22-25, 17-25               |

#### Fase a eliminazione diretta
| Ottavi di finale (andata) - 10 novembre 2004 PalaEvangelisti, Perugia             | Sirio Perugia      | 1 - 3 | Vicenza            | 23-25, 21-25, 25-20, 14-25                   |
| Ottavi di finale (ritorno) - 17 novembre 2004 Palasport Città di Vicenza, Vicenza | Vicenza            | 1 - 3 | Sirio Perugia      | 25-19, 21-25, 22-25, 20-25 Golden set: 11-15 |
| Quarti di finale (andata) - 19 gennaio 2005 PalaTriccoli, Jesi                    | Giannino Pieralisi | 1 - 3 | Sirio Perugia      | 19-25, 25-16, 21-25, 22-25                   |
| Quarti di finale (ritorno) - 25 gennaio 2005 PalaEvangelisti, Perugia             | Sirio Perugia      | 3 - 1 | Giannino Pieralisi | 22-25, 25-18, 26-24, 25-17                   |
| Semifinali - 5 febbraio 2005 Geopalace, Olbia                                     | Asystel            | 0 - 3 | Sirio Perugia      | 17-25, 19-25, 18-25                          |
| Finale - 6 febbraio 2005 Geopalace, Olbia                                         | Bergamo            | 2 - 3 | Sirio Perugia      | 25-21, 20-25, 25-16, 13-25, 11-15            |

### Supercoppa italiana

#### Fase a eliminazione diretta
| Semifinali - 1º ottobre 2004 PalaCastagnaretta, Cuneo | Asystel | 1 - 3 | Sirio Perugia | 31-33, 17-25, 25-13, 21-25 |
| Finale - 2 ottobre 2004 PalaCastagnaretta, Cuneo      | Bergamo | 3 - 0 | Sirio Perugia | 25-18, 25-11, 25-20        |

### Coppa CEV

#### Fase a eliminazione diretta
| Ottavi di finale (andata) - 7 dicembre 2004 PalaEvangelisti, Perugia | Sirio Perugia | 3 - 0 | Kruh Čerkasy       | 25-15, 25-10, 25-15        |
| Ottavi di finale (ritorno) - 9 dicembre 2004 ?, Čerkasy              | Kruh Čerkasy  | 0 - 3 | Sirio Perugia      | 15-25, 20-25, 26-28        |
| Quarti di finale (andata) - 6 gennaio 2005 PalaEvangelisti, Perugia  | Sirio Perugia | 3 - 1 | PTPS               | 25-18, 25-27, 25-13, 25-22 |
| Quarti di finale (ritorno) - 12 gennaio 2005 MOSiR, Piła             | PTPS          | 0 - 3 | Sirio Perugia      | 20-25, 14-25, 12-25        |
| Semifinali - 5 marzo 2005 PalaEvangelisti, Perugia                   | Sirio Perugia | 3 - 0 | Giannino Pieralisi | 25-22, 25-21, 25-23        |
| Finale - 6 marzo 2005 PalaEvangelisti, Perugia                       | Sirio Perugia | 3 - 0 | Balakovskaja AĖS   | 25-14, 25-20, 25-18        |

## Statistiche

### Statistiche di squadra
| Competizione        | Punti | In casa | In casa | In casa | In trasferta | In trasferta | In trasferta | Totale | Totale | Totale |
| Competizione        | Punti | G       | V       | P       | G            | V            | P            | G      | V      | P      |
| ------------------- | ----- | ------- | ------- | ------- | ------------ | ------------ | ------------ | ------ | ------ | ------ |
| Serie A1            | 56    | 17      | 16      | 1       | 16           | 13           | 3            | 33     | 29     | 4      |
| Coppa Italia        | 8     | 4       | 2       | 2       | 4            | 4            | 0            | 10     | 8      | 2      |
| Supercoppa italiana | -     | -       | -       | -       | -            | -            | -            | 2      | 1      | 1      |
| Coppa CEV           | -     | 2       | 2       | 0       | 2            | 2            | 0            | 6      | 6      | 0      |
| Totale              | -     | 23      | 20      | 3       | 22           | 19           | 3            | 51     | 44     | 7      |

G = partite giocate; V = partite vinte; P = partite perse

### Statistiche dei giocatori
| T. Agüero      | 32 | 559 | 491 | 28  | 40 | 10 | 174 | 158 | 6  | 10 | Statistiche assenti | Statistiche assenti | Statistiche assenti |
| C. Arcangeli   | 33 | -   | -   | -   | -  | 10 | -   | -   | -  | -  | Statistiche assenti | Statistiche assenti | Statistiche assenti |
| L. Crisanti    | 19 | 22  | 15  | 6   | 1  | 10 | 32  | 25  | 7  | 0  | Statistiche assenti | Statistiche assenti | Statistiche assenti |
| W. de Oliveira | 32 | 374 | 251 | 100 | 23 | 9  | 92  | 65  | 17 | 10 | Statistiche assenti | Statistiche assenti | Statistiche assenti |
| H. de Souza    | 29 | 62  | 44  | 9   | 9  | 10 | 15  | 11  | 3  | 1  | Statistiche assenti | Statistiche assenti | Statistiche assenti |
| C. Di Iulio    | 24 | 34  | 33  | 1   | 0  | 7  | 27  | 24  | 2  | 1  | Statistiche assenti | Statistiche assenti | Statistiche assenti |
| M. Francia     | 31 | 575 | 507 | 51  | 17 | 9  | 164 | 152 | 8  | 4  | Statistiche assenti | Statistiche assenti | Statistiche assenti |
| S. Gioli       | 32 | 395 | 294 | 93  | 8  | 9  | 119 | 86  | 30 | 3  | Statistiche assenti | Statistiche assenti | Statistiche assenti |
| K. Gujska      | 9  | 5   | 4   | 1   | 0  | 4  | 0   | 0   | 0  | 0  | Statistiche assenti | Statistiche assenti | Statistiche assenti |
| D. Marinković  | 24 | 8   | 5   | 3   | 0  | 4  | 8   | 4   | 2  | 2  | Statistiche assenti | Statistiche assenti | Statistiche assenti |
| C. Sacco       | -  | -   | -   | -   | -  | 0  | 0   | 0   | 0  | 0  | Statistiche assenti | Statistiche assenti | Statistiche assenti |
| D. Świeniewicz | 33 | 322 | 281 | 24  | 17 | 9  | 82  | 71  | 7  | 4  | Statistiche assenti | Statistiche assenti | Statistiche assenti |

P = presenze; PT = punti totali; AV = attacchi vincenti; MV = muri vincenti; BV = battute vincenti